# Теорема Лернера — Самуэльсона
Теорема Лернера — Самуэльсона (теорема выравнивания цен факторов производства) — составная часть модели внешней торговли Хекшера — Олина — Самуэльсона. Сформулирована в 1948 году Полом Самуэльсоном, независимо от работ Аббы Лернера 1933 года. Согласно теореме Лернера — Самуэльсона, при одинаковых производственных технологиях с постоянной отдачей от масштаба свободная торговля товарами будет обеспечивать полное выравнивание факторных цен производства через выравнивание товарных цен до тех пор, пока оба региона производят оба товара даже в условиях, когда внешняя миграция этих факторов производства отсутствует.

## История создания
Работы Эли Хекшера 1919 года «Влияние внешней торговли на распределение дохода» (переиздана на английском языке в 1949 году) и Бертиля Олина «Межрегиональная и международная торговля» в 1924 году (переиздана на английском языке в 1933 году), сформулировавшие основы модели Хекшера — Олина — Самуэльсона, получили дальнейшее развитие. Так Абба Лернер в 1933 году написал статью «Цены на факторы производства и международная торговля» (переиздана на английском в 1952 году), где сформулировал теорему выравнивания цен и дал графическую иллюстрацию теоремы с помощью диаграммы Лернера. Параллельно и независимо от него данную теорему сформулировал и дал полное математическое описание Пол Самуэльсон, опубликовав ряд статей: «Международная торговля и выравнивание цен факторов производства» 1948 года, «Еще раз о международном выравнивании цен факторов производства» 1949 года и «Цены факторов производства и товаров в состоянии общественного равновесия» 1953 года. Впоследствии теорема о выравнивании цен на факторы производства в модели внешней торговли Хекшера — Олина — Самуэльсона была названа в честь создателей.

## Допущения
Требуется принять ряд предпосылок:
- имеется исходная модель «2х2х2» — два фактора производства, два товара, два региона;
- факторы производства являются совершенно мобильными внутри региона и немобильными между регионами;
- все рынки конкуренты;
- предложение факторов производства фиксировано;
- полное использование факторов производства;
- транспортные и информационные расходы отсутствуют;
- торговля является свободной;
- производственные функции идентичны, линейно однородны, постоянная отдача от масштаба;
- не обладают свойством обратимости факторной интенсивности;
- оба региона после установления торговли продолжают производить оба товара[6].

## Определение теоремы
Теорема о выравнивании цен на факторы производства: при выполнении всех допущений торговля между регионами приводит к выравниванию цен на товары и на факторы производства, так что в регионах сравняются ставки заработной и арендной платы вне зависимости от существующей структуры спроса или обеспеченности факторами производства.

## Графическая иллюстрация теоремы

Диаграмма Лернера

Модель Хекшера — Олина — Самуэльсона демонстрирует возникновение сравнительных преимуществ межрегиональной торговли из-за различий регионов в наделенности факторами производства, а раз регион вывозит избыточные факторы, то возникает увеличение спроса на этот фактор и повышение его цены.
На графике «Диаграмма Лернера» в связи с допущением постоянной отдачи от масштаба изокванты единичной стоимости имеют вид:
{\displaystyle X_{1}} и {\displaystyle Y_{1}}, где {\displaystyle XP_{X}=YP_{Y}}.
А единичная изокоста {\displaystyle f=w/r}, где {\displaystyle w} — стоимость труда, {\displaystyle r} — цена капитала, {\displaystyle 1/r} и {\displaystyle 1/w} — точки пересечения изокосты с осями координат, {\displaystyle f} — факторная цена, равная наклону {\displaystyle w/r}.
Касание двух изоквант и изокосты показывают соотношение капитала и труда в двух отраслях {\displaystyle k_{X}} и {\displaystyle k_{Y}}, между которыми в области конуса диверсификации, производятся два товара, а в случае, когда соотношение труда и капитала равно {\displaystyle k_{X}} или {\displaystyle k_{Y}}, экономика полностью специализируется на товарах {\displaystyle X} или {\displaystyle Y} соответственно. Производственные функции идентичны, поэтому торговля выравнивает товарные цены, что приводит к тому, что изокванты единичной стоимости {\displaystyle X_{1}} и {\displaystyle Y_{1}} для регионов А и В также идентичны. Так как общее соотношение капитала и труда {\displaystyle k_{A}} и {\displaystyle k_{B}} в регионах А и В попадают в конус диверсификации, то регионы А и В имеют равные соотношения стоимости труда и капитала — {\displaystyle f}.
Торговля выравнивает товарные цены, выравнивает и соотношения стоимости труда и капитала при производстве двух благ и одинаковых производственных функций. Если относительная наделенность факторами одного из регионов будет лежать вне границ конуса диверсификации, то хоть товарные цены выровняются, но соотношение труда и капитала нет: один регион будет полностью специализироваться на производстве одного товара, а второй будет продолжать производить два товара.

## Следствие теоремы
На основании теоремы о выравнивании цен на факторы производства можно сделать заключение о том, что торговля товарами заменяет перемещение факторов производства между регионами, и если различия в соотношении факторов производства в регионах не слишком велики, то свободная торговля полностью заменяет их перемещение. Таким образом, когда цены факторов выровнены, перемещение факторов производства между регионами, если сделать допущение о мобильности факторов между регионами, не будет приносить выгоды.

## Критика
Теорема о выравнивании цен на факторы производства успешно тестировалась на региональном уровне внутри одной страны, где отсутствуют торговые барьеры и транспортные издержки, ведущие к искажению товарных цен.
Слабыми местами теоремы Лернера — Самуэльсона остаются общие с моделью Хекшера — Олина — Самуэльсона в части нереалистичности допущений:
- совершенной конкуренции, фиксированного предложения труда и капитала, существования только двух факторов производства;
- единой технологии в регионах, единых предпочтений в различных регионах;
- однородности труда и капитала, необходимость вводить понятия квалифицированного и неквалифицированного труда;
- постоянной отдачи от масштаба в силы того, что всегда существует внутренняя экономия от масштаба или агломерационный эффект.

Постепенный отказ от введённых предпосылок приводит к улучшению результатов тестирования и к возникновению новой теории международной торговли.